# Sebastián Modarelli
Sebastián Modarelli (* 16. Oktober 1972 in Buenos Aires) ist ein argentinischer Komponist und Organist.
Modarelli studierte am Nationalkonservatorium von Buenos Aires Klavier bei Graciela Beretervide, einer Schülerin Claudio Arraus, Orgel bei Jesús Segade und Luis Caparra, Chorleitung bei Antonio Russo und Komposition bei Fernando Albinarrate, Eduardo Checchi und Virtú Maragno. Sechs Jahre wirkte er als Organist, Musikdirektor und Professor am Seminar der Erzdiözese Buenos Aires. 1998 erhielt er den Zweiten Preis beim nationalen Kompositionswettbewerb Promociones Musicales, im Folgejahr den Ersten Preis beim Kompositionswettbewerb der Nationalen Kunstakademie. Ab 2001 studierte Modarelli am Mailänder Konservatorium, außerdem besuchte er Meisterklassen von Karlheinz Stockhausen, Luis de Pablo und Marco Stroppa. Seit 2005 lebt er als Komponist und Organist der St. John the Evangelist Church in Rochester in den USA.

## Werke
- Born in Buenos Aires für Kammerorchester
- Duett für Cello und Orgel
- I'll meet you again für Violine und Klavier
- Quintett für Flöte und Streicher in E
- Romanza para Barbara für Klavier

## Quelle
- Alliance Publications - M - Modarelli, Sebastián

| Personendaten    | Personendaten                         |
| ---------------- | ------------------------------------- |
| NAME             | Modarelli, Sebastián                  |
| KURZBESCHREIBUNG | argentinischer Komponist und Organist |
| GEBURTSDATUM     | 16. Oktober 1972                      |
| GEBURTSORT       | Buenos Aires                          |